# Chałupki Medyckie (punkt przeładunkowy)
Chałupki Medyckie – stacja przeładunkowa, na której funkcjonują 2 rampy przeładunkowe. Rampa wyspowa ma ok. 590 m długości, a plac ładunkowy około 570 m..
23 czerwca 2002 roku około godziny 10:30 na stacji doszło do wybuchu 5 wagonów cystern.
Przyczyną eksplozji była rosyjska cysterna, która mimo zauważonych problemów została rozładowana. Podczas przepompowywania ropy doszło do eksplozji. W wybuchu zginęła jedna osoba, a trzy zostały ranne.